# Akhaura
Akhaura (en bengali : আখাউড়া) est une upazila du Bangladesh dans le district de Brahmanbaria. En 1991, on y dénombrait 112 982 habitants.